# Anna Petrovna Kern

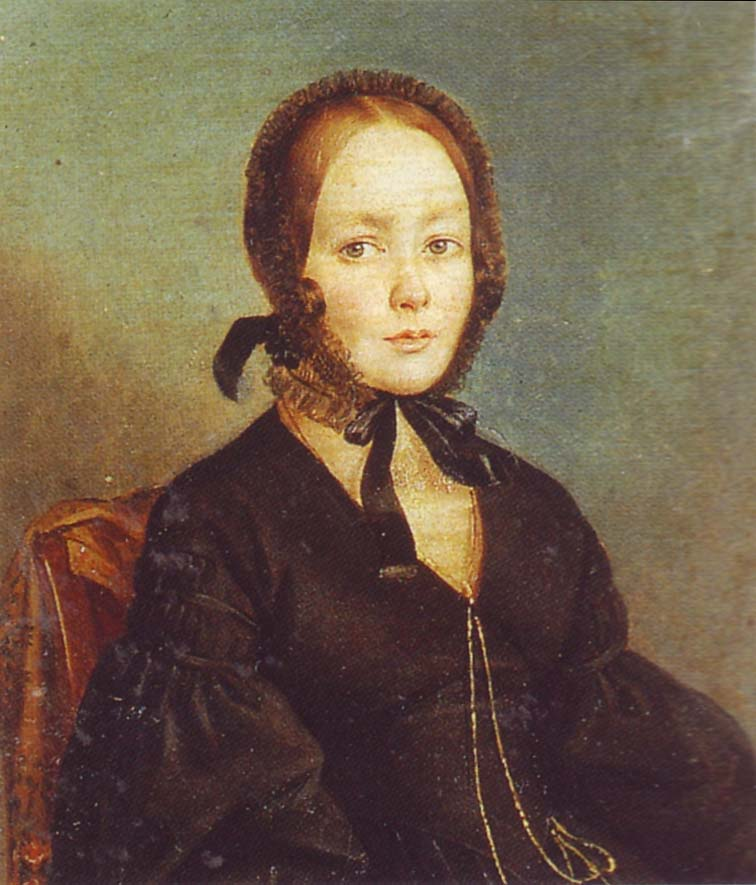
Anna P. Markova-Vinogradskaya (Kern).

Anna Petrovna Kern, născută Poltoratskaya (11 februarie 1800 – 27 mai 1879), a fost o memorialistă a înaltei societăți rusești, cunoscută prin faptul că îi este dedicat, probabil unul din cele mai cunoscute poeme de dragoste în limba rusă, scris de Pușkin în 1825.
Anna s-a născut in Oryol la vila bunicului său, guvernatorul locului. A fost crecută în Livny, Rusia. În data de 8 ianuarie 1817 are loc nunta impusă de parinții ei, cu generalul Kern, în vârstă de 56 de ani, pe care l-a urât cu ardoare. 
După ce s-au stabilit in Sankt Petersburg, Anna a cochetat cu un număr de poeți romantici, însă cea mai de preț cucerire a sa rămâne Alexander Pushkin în vara anului 1825, în timpul vizitei ei la rudele din Trigorskoe, un conac învecinat cu Mikhailovskoe, localitate rurală în care marele poet se afla in exil. 
„În ultimul timp, pământul nostru a fost vizitat de o frumusețe, care cântă Noapte Venețiană într-o manieră cerească, asemenea  cantilației gondolierului”, i-a scris Pushkin prietenului său Pyotr Pletnev. Kern a fost una din multele aventuri din viața lui Pushkin, și nu ar fi devenit cea mai faimoasă dintre amantele lui, dacă nu ar fi fost poemul pus de Pushkin între paginile celui de-al doilea canto al lui Eugene Onegin, pe care i l-a prezentat in ziua despărțirii lor.
Poemul începe cu versul Ya pomnyu chudnoe mgnovenie, încercarea de a traduce aceste cuvinte magice în engleză fiind puternic ridiculizată de Nabokov. Aleksandr Blok a făcut minunata transformare a poemului lui Pushkin in propria "O podvigakh, o doblestyakh, o slave...", în timp ce Mikhail Glinka a conferit poemului melodie și a dedicat rezultatul fiicei lui Kern, Catherine. 
„În fiecare noapte cutreier grădina și repet în gând: ea a fost acolo – ca de un bolovan s-a împiedicat de resturile de pe biroul meu, lângă o ramură uscată de heliotrop; scriu o grămadă de poeme – și de asta poți fi sigură, au toate simptomele dragostei...” – i-a scris Pushkin surorii lui Kern câteva zile după plecarea ei. A menținut o corespondență cu Kern timp de un an și jumătate, acesta însă fiind un fapt mai degrabă hazliu. Cu toate că biografii lui Pushkin tind să idolatrizeze relația lor, este cunoscut faptul că, mai târziu, s-a referit la ea ca fiind „desfrânata Babylonului”, totodată relatând unui prieten că „cu ajutorul lui Dumnezeu am avut-o zilele trecute”.
In 1826, Kern a divorțat de bătrânul ei soț. Zece ani mai târziu, ea se mărită cu verișorul ei de 16 ani, Alexander Markov-Vinogradsky. După ce s-a căsătorit cu un tânăr cadet, Anna a mers împotriva voinței tatălui ei, pentru care acesta a lipsit-o de orice sprijin material.  Ultimii ani și i-a petrecut în cumplită sărăcie, astfel încât s-a văzut obligată să vândă scrisorile primite de la Pushkin. A murit la Moscova și, potrivit unei legende urbane, convoiul înmormântării ei a trecut prin Piața lui Pushkin chiar în clipa în care faimoasa statuie a poetului era inălțată. Se zice că aceasta a fost ultima lor întâlnire.